# Supercoppa polacca 2024 (pallavolo maschile)
La Supercoppa polacca 2024, 13ª edizione della Supercoppa nazionale maschile di pallavolo, si è svolta il 25 settembre 2024: al torneo hanno partecipato due squadre di club polacche e la vittoria finale è andata per la prima volta al Warta Zawiercie.

## Formula
La formula ha previsto una gara unica.

## Squadre partecipanti
| Squadra            | Qualificazione                           |
| ------------------ | ---------------------------------------- |
| Jastrzębski Węgiel | Vincitrice Polska Liga Siatkówki 2023-24 |
| Warta Zawiercie    | Vincitrice Coppa di Polonia 2023-24      |

## Torneo
| 25 settembre 2024 Spodek, Katowice Durata: 2h:53 - Spettatori: 9 356 | Jastrzębski Węgiel | 2 - 3 | Warta Zawiercie | 25-21, 21-25, 21-25, 25-19, 21-23 |